# Маличи, Йонида
Йонида Маличи (алб. Jonida Maliqi; род. 26 марта 1983, Тирана, Албания) — албанская певица и телеведущая. Йонида представительница Албании на конкурсе «Евровидение-2019» с песней «Ktheju tokës».

## Биография
Йонида Маличи начала свою певческую карьеру на Festivali i Këngës, когда ей исполнилось 13 лет, с песней «Planeti i fëmijëve», в дуэте с Александом Рапи. В 1997 году она вернулась на Фестиваль в составе другого дуэта вместе с «Kastriot Tusha». Песня была посвящена Матери Терезе.
Сольная карьера Йониды Маличи началась в 1999 году, а её песня «Do jetoj pa ty» завоевала второе место на фестивале.
Маличи известна и тем, что изображает Джульетту в албанской музыкальной версии Ромео и Джульетты вместе с Албаном Скендерай.
Она провела четвёртый сезон «Танцы со звездами Албании», а также выступила судьей пятого сезона «Голоса Албании» в 2016 году.
В 2019 году представила Албанию на конкурсе "Евровидение-2019" с песней "Ktheju tokës", где заняла 17 место в финале с 90 баллами

## Дискография
- Nuk të pres (2005)[2]
- Jonida Maliqi (2013)

## Награды и номинации
Festivali i Këngës
| Год  | Номинируемая работа   | Категория | Результат |
| ---- | --------------------- | --------- | --------- |
| 1999 | «Do jetoj pa ty»      | 2-е       | Победа    |
| 2004 | «Frikem se më pëlqen» | 3-е       | Победа    |
| 2018 | «Ktheju tokës»        | 1-е       | Победа    |

Kënga Magjike
| Год  | Номинируемая работа       | Категория              | Результат |
| ---- | ------------------------- | ---------------------- | --------- |
| 2003 | «Vetem një natë»          | Лучший исполнитель     | Победа    |
| 2004 | «Nuk kam faj që robëroje» | Etno Music Award       | Победа    |
| 2005 | «Papagalli i dashurisë»   | Лучший исполнитель     | Победа    |
| 2008 | «Njëri nga ata»           | Первая премия          | Победа    |
| 2008 | «Njëri nga ata»           | Награда 10-й годовщины | Победа    |
| 2011 | «Thesar pa emër»          | Çesk Zadeja Award      | Победа    |
| 2013 | «Ti»                      | Jon Music Award        | Победа    |

Video Fest Awards
| Год  | Номинируемая работа           | Категория           | Результат |
| ---- | ----------------------------- | ------------------- | --------- |
| 2014 | «Sonte» (ft. Dj Blunt & Real) | Лучшая коллаборация | Номинация |

Top Fest
| Год  | Номинируемая работа                   | Категория                  | Результат |
| ---- | ------------------------------------- | -------------------------- | --------- |
| 2006 | «Forca e femrës» (with Tuna)          | Лучший женский исполнитель | Победа    |
| 2010 | «Sot t'i japim fund» (with Big Basta) | Лучшая поп-песня           | Победа    |

Zhurma Show Awards
| Год  | Номинируемая работа | Категория          | Результат |
| ---- | ------------------- | ------------------ | --------- |
| 2015 | «Jam bërë si ti»    | Лучший исполнитель | Номинация |